# نعرمر
نعرمر (حكم في فترة بين 3273 - 2987 قبل الميلاد) كان ملكاً مصرياً قديماً من عصر الأسرات المبكر. كان خلفاً للملك كا المنتمي لحضارة نقادة الثالثة وبعض المؤرخين يعتبرونه خليفة الملك عقرب من عصر ما قبل الأسرات. يعتبره البعض موحد مصر ومؤسس الأسرة الأولى، وبالتالي أول ملك لمصر الموحدة. يعتقد غالبية علماء المصريات أن الملك نعرمر ومينا هما نفس الشخص.

## التسمية
اسم نارمر يمثل صوتياً بالرموز الهيروغليفية «نعر» أي سمك القرموط و «مر» أي مطرقة (أو قادوم). وتلك الرموز يمكن نطقها كذلك كما يلي: «نعرمرو» أو «مرونعر»، إلا أن العرف جرى على أن تنطق «نعرمر». والاسم يعني: القرموط الغاضب.

## أهم أعماله
- نجح في تحقيق الوحدة بين القطرين (البحري والقبلي)
- أسس مدينة منف بين الدلتا والصعيد لتأمين وحدة البلاد
- أسس أول حكومة مركزية في التاريخ
- ساد بالاستقلال الأمن

## عهده

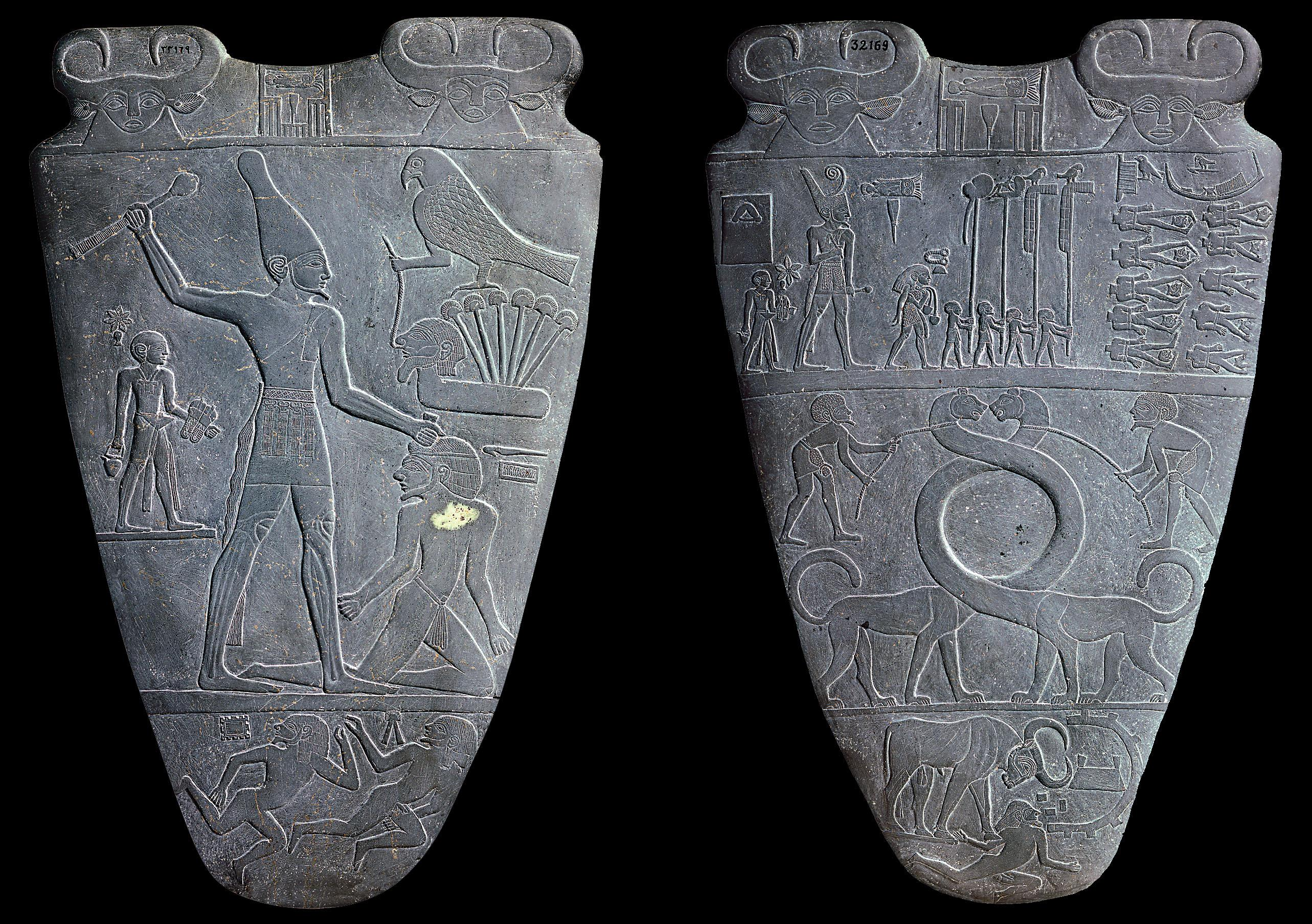
كلا وجهي لوحة نعرمر

اكتشف جيمز إدوارد كويبل، لوحة نعرمر عام 1898 في هيراكونبوليس، والتي تعرض نعرمر بشِعَار مصر العليا والسفلى على حد سواء، ما أدى إلى الاعتقاد بأنه موحد القُطرين. منذ أن تم اكتشاف اللوح، تمت مناقشة ما إذا كان يمثل حدثاً تاريخياً أم كان رمزيّاً بحتاً. في عام 1993، اكتشف غونتر دراير في أبيدوس علامة سنة نعرمر تصور نفس الحدث على لوحة نعرمر التي تبين بوضوح أنها تصور حدثاً تاريخياً فعلياً.
لدى علماء المصريات إجماع سائد حول كون نعرمر هو مينا، لكنه ليس شمولياً بأية حال. ولهذا تداعياته بالنسبة للتاريخ المتفق عليه من تاريخ مصر القديمة. بعض علماء المصريات أعتقد أن مينا هو نفسه حور عحا وأنه ورث بالفعل موحد مصر نعرمر؛ آخرون يرون أن نعرمر بدأ عملية التوحيد ولكنه إما لم ينجح أو نجح جزئياً فقط، وترك لمينا إكمالها. بينت الحجج أن نعرمر هو مينا بسبب ظهوره على ختم طيني وجد في أبيدوس بالتزامن مع طاولة ألعاب هيروغليفية «مِن»، والتي تبدو على أن هناك سجل معاصر لملك أسطوري خلاف ذلك.
نظرية أخرى محتملة، أن نعرمر كان الفرعون الذي تبع مباشرة الفرعون الذي لم يتمكن من توحيد مصر (ربما يكون الملك عقرب الذي عثر على اسمه بمقمعة اكتشفت أيضاً في هيراكونبوليس)، إلا أنه تبنى رموز التوحيد التي كانت استخدم بالفعل لربما في جيل واحد.
مقبرتين طينيتين تُدرج قائمة الملوك التي عثر عليها مؤخراً في مقابر دن وقاع (كلاهُما في أبيدوس) تُظهر نعرمر كمؤسس للأسرة الأولى، ثم تبعه حور عحا. يظهر في ختم قاع جميع الفراعنة الثمانية من الأسرة الأولى بتسلسل صحيح بداية من نعرمر. لم يرد ذكر مينا على أي قائمة ملوك لأنه في ذلك الوقت كان الاسم المُستخدم عادة على الآثار اسم حورس، بينما كان مينا اسم شخصي.
يعتقد أن زوجته نبث حوتب (حرفياً: «نيث مُقْتَنِعة»)، أميرة من مصر السفلى. تم العثور على نقوش تحمل اسمها في مقابر حور عحا وجر، ما يعني أنها كانت والدة حور عحا.

## المقبرة والتحف

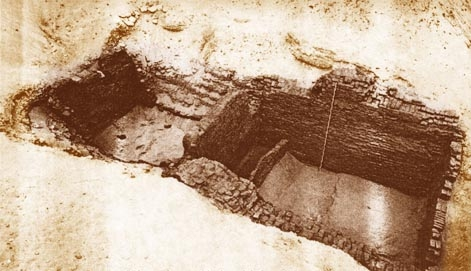
الغرفتين B17 و B18 في أم القعاب تشكلان مقبرة نعرمر.

تتكوّن مقبرة نعرمر من حُجرتين (B17 و B18) بمنطقة أم القعاب بأبيدوس، تقع بالقرب من مقبرة الفرعون الذي سبقه كا.
فترة الفرعون نعرمر مُوَثّقه في كل أنحاء مصر وجنوب كنعان. في مصر، تم العثور على 12 موقعاً يضُم آثاراً تعود للفرعون نعرمر توجد منها ثلاثة في مصر العليا (نقادة وأبيدوس وهيراكونبوليس)، وسبعة بمصر السفلى (منشية أبو عمر وتل إبراهيم عواد وطرخان وزاوية العريان وحلوان وطرة وكفر حسن داوود)، وواحدة في كل من الصحراء الشرقية (وادي القاش)، والصحراء الغربية (واحة الخارجة).
خلال عهد نعرمر، كان لمصر وجود اقتصادي نشط في جنوب كنعان. تم اكتشاف شقف فخاري في العديد من المواقع، سواء من الأواني المصنوعة في مصر واستوردت إلى كنعان وغيرها التي صُنعت طبقاً للطراز المصري لكن دون المواد المحلية. أدى هذا الاكتشاف الأخير إلى استنتاج مفاده أن التواجد المصري في كنعان كان استعمارياً وليس مجرد نتيجة للتجارة. في حين تم توضيح الوجود المصري في كنعان كنتيجة لغزو عسكري، لم يتم قبول هذا الرأي عموماً. التحصينات في تل السكن تعود إلى هذه الفترة وأسلوب البناء المصري لها يُشير إلى وجود عسكري، إن لم يكن غزو عسكري.
يظهر مدى النشاط المصري في جنوب كنعان باكتشاف 33 سرخ على شقف فخاري في المواقع في كنعان والتي يرجع تاريخها إلى عصر ما قبل الأسرات إلى بداية الأسرة الأولى. ثلاثة عشر منها يعود إلى الفرعون نعرمر، وجاء من ستة مواقع مختلفة:. تل عراد، عين حابسور، تلّ السكن واللد. ويعزى أحد الأسراخ الإضافية إلى الفرعون كا، وواحد فقط يعود إلى إلى حور عحا. ما تبقى من الأسراخ إما أن يحمل أي اسم أو يكون عليه اسم لا يعود إلى أي فرعون معروف.
خلال صيف عام 1994، اكتشف بعثة حفريات بناحال طيلاه، جنوب إسرائيل، شقف خزف منقوش عليها سرخ يعود للملك نعرمر. تم العثور على شقف على منصة دائرية كبيرة، وربما أسس صومعة تخزين على شرفة حيفا. تعود إلى حوالي 3000 قبل الميلاد، استنتجت دراسات أجريت على الشقف أنها جزء من جرة النبيذ التي تم استيرادها من وادي النيل إلى أرض كنعان.
بعد حوالي 200 عاماً من التواجد المصري النشط في كنعان، والذي بلغ ذروته خلال عهد نعرمر ما لبث إلا أن انخفض بسرعة بعد ذلك.

## معرض صور

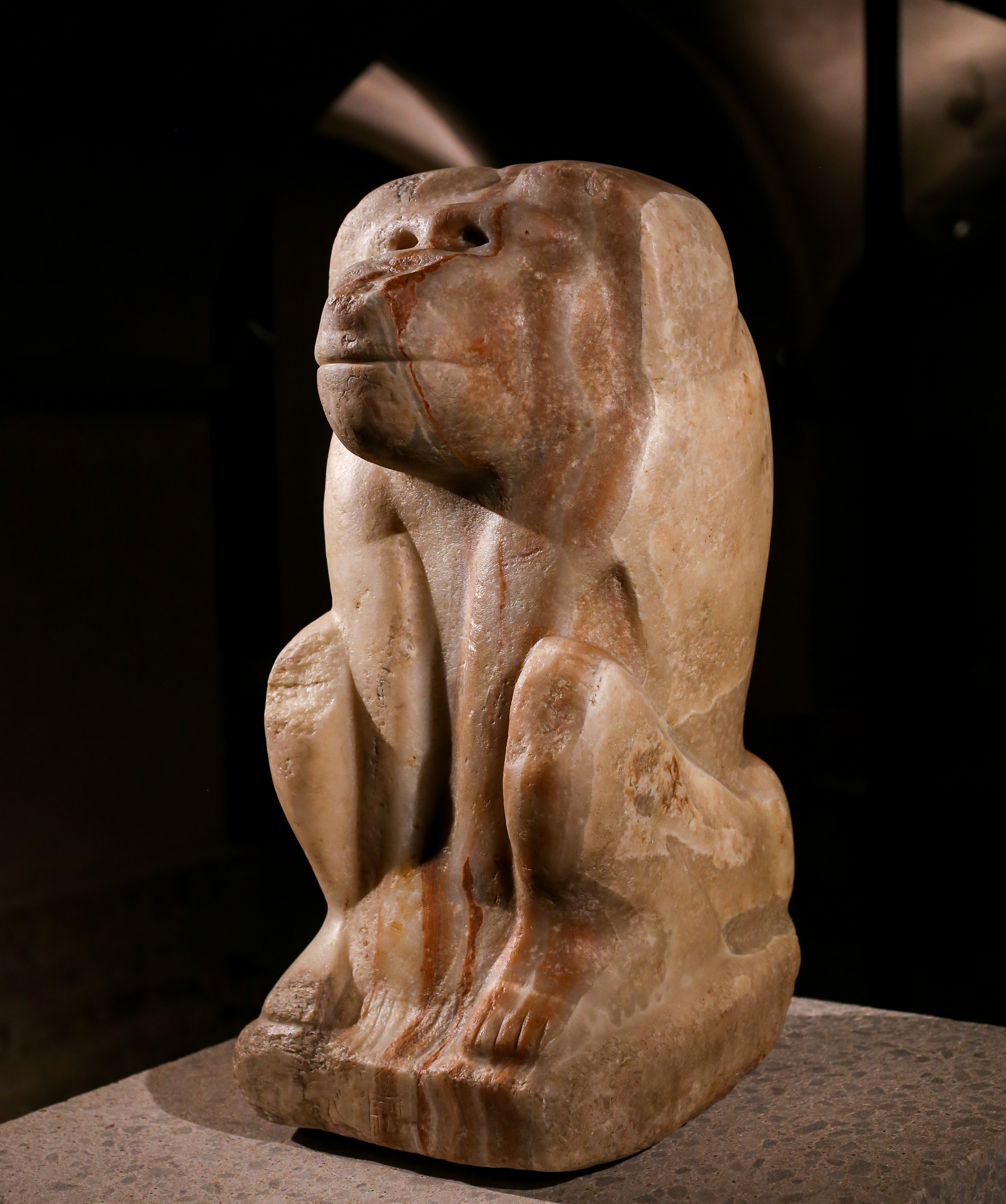
تمثال من المرمر للإله البابون مع اسم الفرعون نعرمر مُدرج على قاعدته، معروضه في متحف برلين المصري.
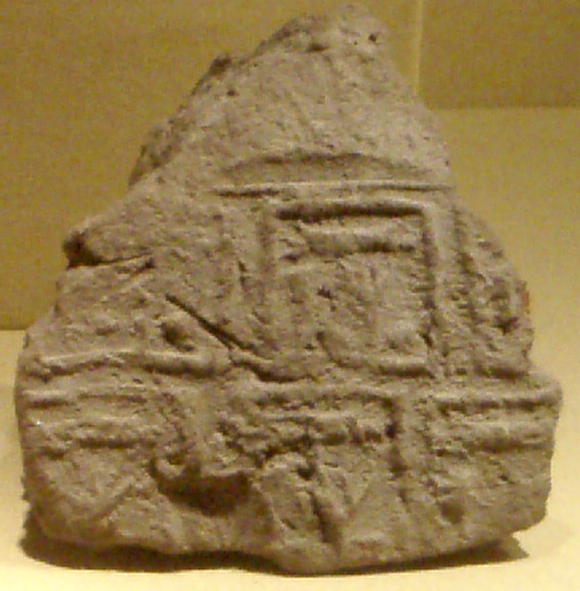
جرة طينية مختومة تشير إلى أن محتوياتها من مُمْتَلَكات الفرعون نعرمر. وجدت في طرخان، والآن معروضة في متحف المتروبوليتان للفنون، مدينة نيويورك.
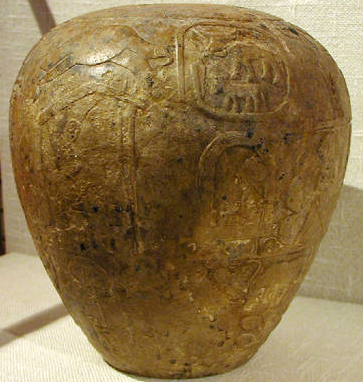
مقمعة نارمر، معروضة في متحف أشموليان، أكسفورد، المملكة المتحدة.
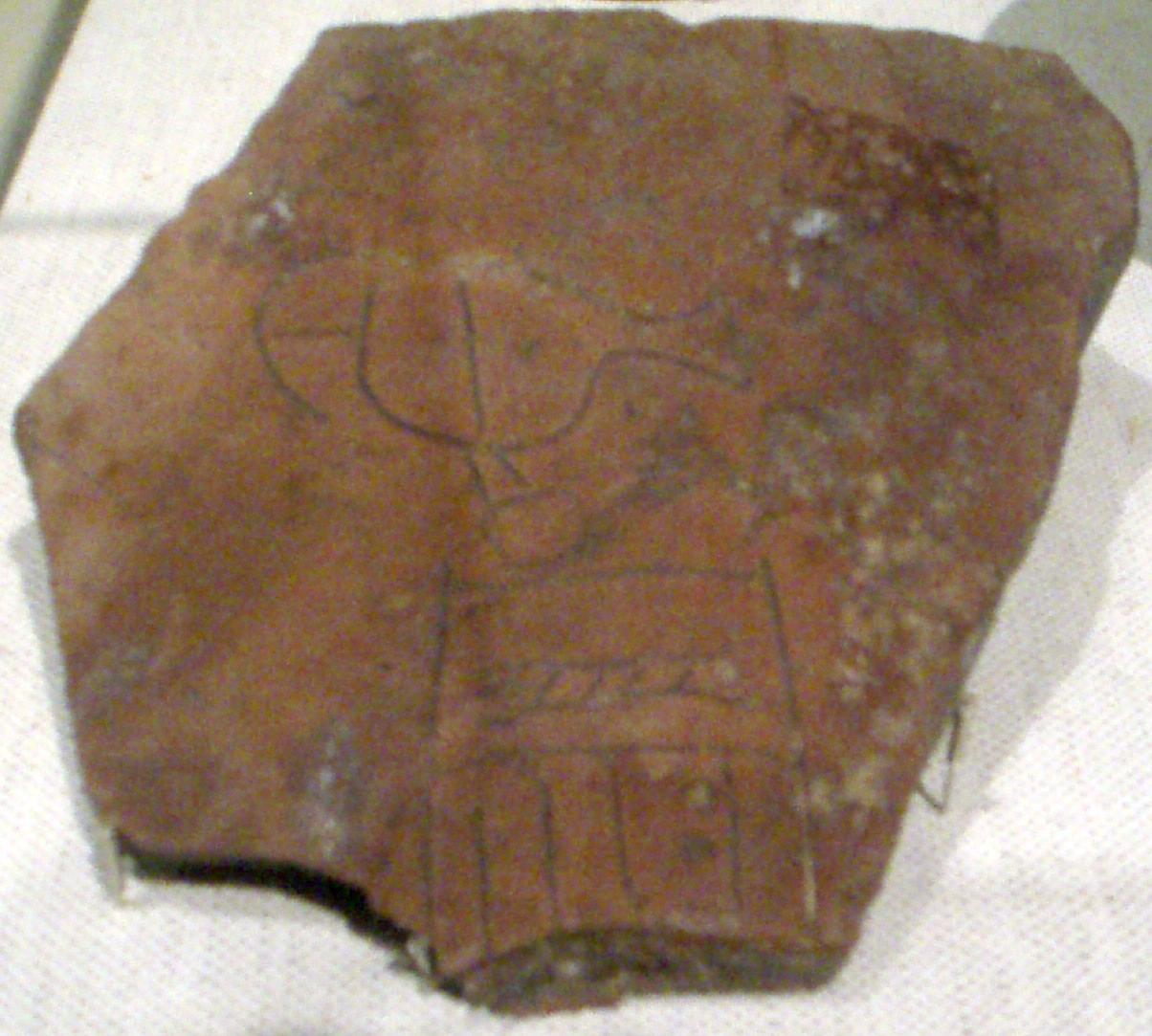
شارد فخاري منقوش عليها سرخ واسم الفرعون نعرمر، معروضة في متحف الفنون الجميلة في بوسطن.
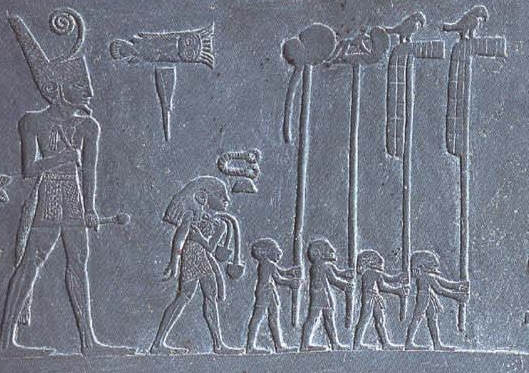
نعرمر يرتدي تاج مصر السفلى على لوحة نعرمر.
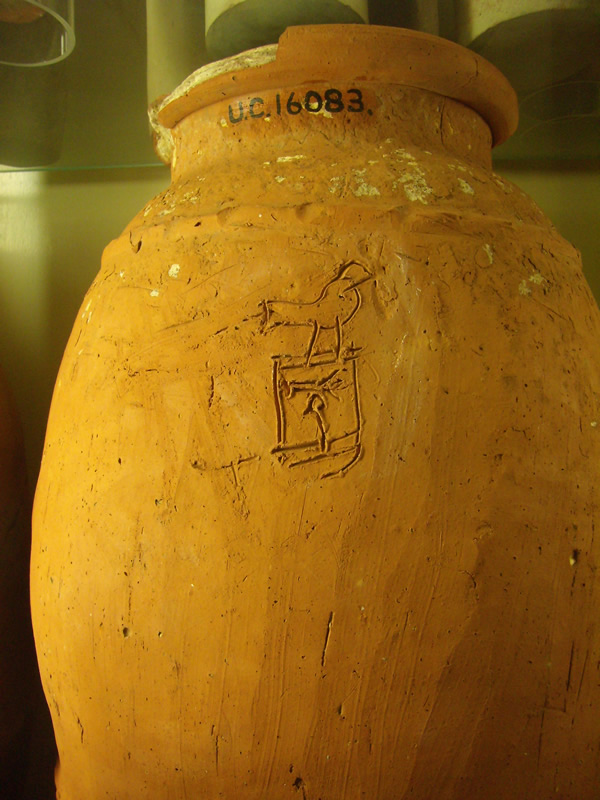
نقش محفور على إِنَاء عُثر عليه في طرخان (مقبرة 414)، تُسمْي الملك نعرمر؛ بمُتحف بيتري متحف (رقم القطعة UC 16083).

## وصلات خارجية
- The Narmer Catalog